# Грьорік Сіяч Перснів
Грьорік Сіяч Перснів (Hrærekr slöngvanbaugi, д/н — бл. 730) — легендарний конунг данів Зеландії. Прізвисько походить від давньоскандинавського слова sløngvanbaugi — «сіяч» (марнотрат) кілець (перснів), де мається на увазі дарування. У «Сазі про Вельсунґів» і «Старшій Едді» кільце було символом багатства і влади (як велика грошова одиниця). Оскільки вартість кожного коштовного кільця була багатством, конунги отримували епітет метальники кілець, оскільки обдаровували своїх наближених цільними або шматочками зламаного кільця. Відомий також як Рорик Зеландський.

## Життєпис
Походив з династії Скельдунґів, що правила на острові Зеландія. Поєднання міфів, легенд та реальних фактів про життя Грьоріка призвело дозначних труднощів у виявленні його діяльності. Згідно Лундських анналів Гьорік є сином аса Геда та онуком бога Одіна. Згідно «Саги про Скельдунґів» він був сином Інґ'яльда Фродесона.
Його резиденцією було місто Лейре, яке на сьогодні відоме за археологічними дослідженнями. Можливо саме в правління Грьоріка воно перетворилося на центр острова Зеландія, який цей конунг остаточно об'єднав під своєю владою. В сагах він описується як переможний конунг, який завоював і обклав даниною Курляндію, Швецію і землі Вендів. У «Діяннях данів» Саксона Грамматика саме Грьорік поставив правителями Ютландії братів Орвенділа і Фенґона. Від шлюбу Орвенділа з Герутою, дочкою Грьоріка, народився Амлет, прототип шекспірівського Гамлета, а Фенґон (Фенґ) є прототипом короля Клавдія. В братах Орвенділі і Фенґоні дослідники вбачають одних з останніх незалежних правителів ютів на Ютландському півострові. Події в «Діяннях данів» відображають завершення процесу підкорення Ютландії данами.
За іншими джерелами, батьком Грьоріка є Гальфдан Фродесон. Але це не співвідноситься з часовим періодом, оскільки цей Гальфдан мешкав десь на початку VI століття. Тому можливо це був інший Гальфдан (в деяких розвідках його позначають як Гальфдан III).
Згідно саг, у Грьоріка був брат Гельґі Гострий, який також бажав отримати в дружини Ауд Багату, на яку претендував Грьорік. Проте Івар підмовив конунґа Зеландії вбити брата, а потім напав на ослабленого війною Грьоріка, переміг його і вбив. Але Ауда, очоливши зеландську армію, змогла дати відсіч військам батька, після чого втекла з сином Гаральдом до Ґардарікі. Втім можливою війною могла бути боротьба за владу в Зеландії та Ютландії.
Низка дослідників ототожнює Гельґі Гострого з тим конунгом, що близько 728 року переміг Онгенда, конунга Сілленда в центральній Ютландії. Отже тут могла бути суперечка за здобич або володіння. Разом з тим правління Івара Широкі Обійми завершилося між 695 та 700 роками. таким чином Грьорік не міг загинути у війни з ним з огляду на те, що його син Гаральд Боєзуб за різними версіями повернувся й став конунгом в Данії між 730 та 753 роками. Внаслідок цього виникає великий часовий проміжок. Напевне Грьорік загинув у війні з братом або у боротьбі з іншим конунгом Сконе до 730 року. Або Боєзуб не був його сином, скоріше тоді онуком.
Згідно Саксона Грамматика в Ютландії Грьорік успадкував Віґлек. Втім відомо, що цей також напівлегендарний король мешкав у VI столітті й був англом. Тож можливо тут відображено захоплення англами частини центральної Ютландії внаслідок суперечок між данами. Норвезькі та ісландські саги в свою чергу дають більше історичних фактів, а не міфічних. За ними Грьорік був конунгом Зеландії та Ютландії, воював в Сконе і Ютландії.
Ймовірніше Грьорік Сіяч Перснів загинув між 728 та 730 роками, а його володіння були поділеними між родичами, англами і Іваром Широкі Обійми.

## Родина
Був одружений з Ауд Багатою, єдиною донькою Івара Широкі Обійми, конунга в Сконе. Грьорік Сіяч Перснів мав трьох дітей: двоє синів — Сіґурд і Гаральд Боєзуб — і донька Герута.